# 본 투 댄스
본 투 댄스(Born To Dance)는 미국에서 제작된 로이 델 루스 감독의 1936년 뮤지컬, 코미디 영화이다. 엘리노 포웰 등이 주연으로 출연하였고 잭 커밍스 등이 제작에 참여하였다.

## 출연

### 주연
- 엘리노 포웰
- 제임스 스튜어트

### 조연
- 버지니아 브루스
- 우나 머켈
- 시드 실버스
- 프란시스 랭포드
- 레이몬드 월번
- 앨런 딘하트
- 버디 엡슨
- 주아니타 퀴글리
- 레지날드 가디너
- 바넷 파커
- 바버라 베드퍼드
- 찰스 베넷
- 애니타 브라운
- 찰스 콜맨
- 에디 콘스탄틴
- 제임스 플러빈
- 오토 프라이즈
- 조나단 헤일
- 쉐리 홀
- 메이나드 홈즈
- 데이빗 S. 호슬리
- 쉐프 호튼
- 존 켈리
- 조지 킹
- 월리 마허
- 더글러스 맥페일
- 데니스 오키프
- 프랭클린 파커
- 구스 리드
- 해리 스트랭
- 찰스 트로우브릿지
- 존 타이렐
- 앨런 왓슨
- 바비 왓슨
- 조지 킹

## 제작진
- 의상: 아드리안